# جون ألباغ
جون ألباغ (بالسويدية: John Alvbåge)‏ (مواليد 10 أغسطس 1982) هو لاعب كرة قدم. يلعب مع منتخب السويد لكرة القدم. سبق له أن لعب في كأس العالم لكرة القدم مع منتخب بلاده.

## روابط خارجية
- جون ألباغ على موقع الاتحاد الدولي (مؤرشف)  (الإنجليزية)
- جون ألباغ على موقع الاتحاد الأوربي (الإنجليزية)
- جون ألباغ على موقع اتحاد السويد (السويدية)
- جون ألباغ على موقع الدوري الأمريكي (الإنجليزية)
- جون ألباغ على موقع قاعدة بيانات كرة القدم.إي يو (الإنجليزية)
- جون ألباغ على موقع ناشيونال فوتبول تيمز (الإنجليزية)
- جون ألباغ على موقع Soccerway.com (الإنجليزية)
- جون ألباغ على موقع عالم كرة القدم.نت (الإنجليزية)